# Saint-Avit-Rivière
 Saint-Avit-Rivière  (en occitano Sench Avit de Ribièra) es una población y comuna francesa, situada en la región de Aquitania, departamento de Dordoña, en el distrito de Bergerac y cantón de Monpazier.

## Demografía
| 117 | 102 | 69 | 71 | 78 | 73 |
| Para los censos de 1962 a 1999 la población legal corresponde a la población sin duplicidades (Fuente: INSEE [Consultar]) |     |    |    |    |    |